# Gottfried von Einem
Gottfried von Einem (ur. 24 stycznia 1918 w Bernie, zm. 12 lipca 1996 w Oberdürnbach) – austriacki kompozytor, odznaczony Medalem Sprawiedliwy wśród Narodów Świata.

## Życiorys
Urodził się w rodzinie austriackiego attaché wojskowego i późniejszego generała Williama von Einem. Jego matka, baronessa Gerta Louise, była od dzieciństwa zaprzyjaźniona z Olgą i Paulą Göring, siostrami Hermanna Göringa. Podczas pobytu w Londynie uzyskała od Winstona Churchilla pomoc przy uzyskaniu dla Żydów niemieckich i austriackich azylu w Szwajcarii.
Gottfried von Einem był drugim z jej trzech synów i pochodził – według jego własnej wypowiedzi – z pozamałżeńskiego związku matki z hrabią Laszlo Hunyadym.
W 1921 rodzina von Einem zamieszkała w luksusowej rezydencji we wsi Gremsmühlen w Szlezwiku-Holsztynie. Gottfried rozpoczął naukę gry na fortepianie w wieku sześciu lat. Od 1928 kształcił się w państwowej szkole w Plön, ale po przekształceniu szkoły w narodowosocjalistyczny zakład wychowawczy przeniósł się do gimnazjum w Ratzeburgu, uczył się też muzyki u absolwentki Konserwatorium, Käthe Schlotfeldt.
W 1937 zamieszkał w Berlinie i rozpoczął naukę kompozycji u Borisa Blachera. Utrzymywał się z posady korepetytora w Operze Berlińskiej.
W 1947 na Festiwalu Salzburskim odbyło się prawykonanie jego opery Śmierć Dantona (Dantons Tod) według Georga Büchnera, które przyniosło mu międzynarodowy rozgłos. Poprowadził je w zastępstwie za chorego Ottona Klemperera młody węgierski dyrygent Ferenc Fricsay, dla którego także stało się początkiem światowej kariery. W 1953 von Einem zamieszkał w Wiedniu. W latach 1963–1972 był profesorem kompozycji w Wyższej Szkole Muzycznej w Wiedniu.
W 1946 Gottfried von Einem poślubił Liane von Bismarck. Po zgonie pierwszej żony w 1962 ożenił się powtórnie w 1966 z pisarką Lotte Ingrisch.
12 sierpnia 2002 Gottfried von Einem został odznaczony pośmiertnie przez jerozolimski instytut Jad Waszem medalem Sprawiedliwy wśród Narodów Świata za pomoc udzielaną – wraz z innymi – podczas ostatnich dwóch lat wojny żydowskiemu muzykowi Konradowi Latte. Ukrywającemu się muzykowi dostarczył fałszywe dokumenty, w tym legitymację Izby Muzycznej Rzeszy (Reichsmusikkammer) oraz kartki żywnościowe, ratując go przed wywiezieniem do obozu zagłady.

## Twórczość
Muzyka Gottfrieda von Einem uważana jest za umiarkowanie nowoczesną. Do najwybitniejszych jego dzieł należą opery Proces (Der Prozess) według Franza Kafki, Wizyta Starszej Pani (Der Besuch der alten Dame) według Friedricha Dürrenmatta, balet Księżniczka Turandot (Prinzessin Turandot) oraz misterium operowe Wesele Jezusa (Jesu Hochzeit) do tekstu drugiej żony kompozytora, Lotte Ingrisch, którego prawykonanie w Wiedniu w 1980 wywołało skandal.